# Анте (Север)
Анте (фр. Hantay) насеље је и општина у североисточној Француској у региону Север-Па д Кале, у департману Север која припада префектури Лил.
По подацима из 2011. године у општини је живело 1103 становника, а густина насељености је износила 527,75 становника/km². Општина се простире на површини од 2,09 km². Налази се на средњој надморској висини од 21 метар (максималној 25 m, а минималној 20 m).

## Демографија
| 1962. | 1968. | 1975. | 1982. | 1990. | 1999. | 2011. |
| ----- | ----- | ----- | ----- | ----- | ----- | ----- |
| 432   | 447   | 390   | 519   | 721   | 885   | 1.103 |

График промене броја становника у току последњих година